# KRT39
KRT39 هوَ كيراتين يُشَفر بواسطة جين KRT39 في الإنسان.